# Чемпионат Финляндии по кёрлингу на колясках
Чемпионат Финляндии по кёрлингу на колясках (фин. Pyörätuolicurlingin SM-kilpailut) — ежегодное соревнование финских команд по кёрлингу на колясках («паралимпийский кёрлинг»; англ. wheelchair curling). Чемпионат проводился с 2008 по 2013, затем чемпионат не проводился и был возобновлён с сезона 2023—2024. Организатором турнира является Ассоциация кёрлинга Финляндии (фин. Suomen Curlingliitto).

## Годы и команды-призёры
Составы команд указаны в порядке: четвёртый, третий, второй, первый, запасной, тренер; cкипы выделены полужирным шрифтом.
| Год  | Золото                                                                                        | Серебро                                                                        | Бронза                                                                                         |
| ---- | --------------------------------------------------------------------------------------------- | ------------------------------------------------------------------------------ | ---------------------------------------------------------------------------------------------- |
| 2008 | Panthera Team Jari Manni, Туомо Аарникка, Risto Kuronen, Seppo Pihnala                        | Team PT-keskus Vesa Kokko, Harri Haapala, Anneli Rämö, Riitta Särösalo         |                                                                                                |
| 2009 | Panthera Team Туомо Аарникка, Jari Manni, Risto Kuronen, Seppo Pihnala                        | Lappi Kurlinki Сари Рясянен, Tarja Hänninen, Jorma Lehmus, Маркку Карьялайнен  | Osattomat Веса Хеллман, Vesa Kokko, Riitta Särösalo, Anneli Rämö                               |
| 2010 | OCT Веса Хеллман, Vesa Kokko, Riitta Särösalo                                                 | Lappi Kurlinki Сари Рясянен, Tarja Hänninen, Веса Леппянен, Маркку Карьялайнен | Panthera Team Туомо Аарникка, Risto Kuronen, Reijo Laakso, Jari Manni, запасной: Seppo Pihnala |
| 2011 | Osattomat Веса Хеллман, Riitta Särösalo, Vesa Kokko, Mikko Nuora                              | Lappi Kurlinki Маркку Карьялайнен, Сари Карьялайнен, Веса Леппянен             | Sopur team Туомо Аарникка, Osku Kuutamo, Jussi Juntunen, Jorma Nieminen                        |
| 2012 | Osattomat Веса Хеллман, Mikko Nuora, Riitta Särösalo, Vesa Kokko                              | Panthera Team Туомо Аарникка, Seppo Pihnala, Jussi Juntunen                    | Lappi Kurlinki Маркку Карьялайнен, Веса Леппянен, Сари Карьялайнен                             |
| 2013 | Lappi Kurlinki Веса Леппянен, Сари Карьялайнен, Маркку Карьялайнен                            | Team Panthera Веса Хеллман, Seppo Pihnala, Мина Мойтахеди, Туомо Аарникка      | Curling Club Lahti Pekka Nieminen, Pekka Pälsynaho, Юрьё Яаскеляйнен                           |
|      |                                                                                               |                                                                                |                                                                                                |
| 2024 | Juha Rajala, Harri Tuomaala, Юрьё Яаскеляйнен, Ritva Lampinen                                 | Сари Карьялайнен, Маркку Карьялайнен, Jouni Tähti, Веса Леппянен               | Valeriina Silas, Pekka Pälsynaho, Tiina Pajunoja, Tiia Tallgren                                |
| 2025 | Маркку Карьялайнен, Сари Карьялайнен, Teemu Klasila, Веса Леппянен, запасной: Pekka Pälsynaho | Juha Rajala, Юрьё Яаскеляйнен, Ritva Lampinen, Harri Tuomaala                  | —                                                                                              |